# Richland Hills
Richland Hills est une ville située au centre du comté de Tarrant, au Texas, aux États-Unis,.

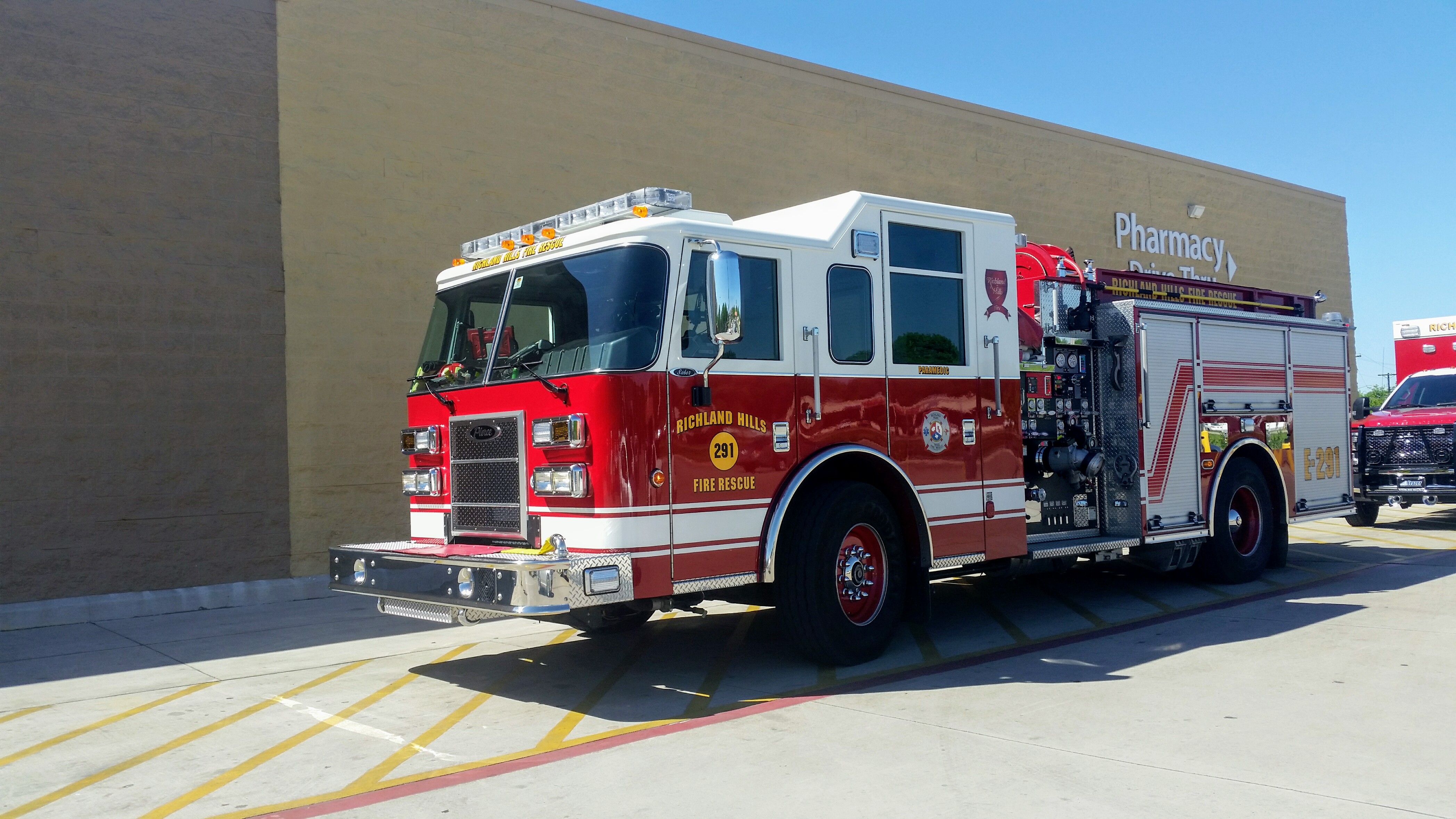
Moteur de sauvetage incendie Richland Hills 291

## Démographie
Lors du recensement de 2010, la ville comptait une population de 7 801 habitants. Elle est estimée, en 2016, à 8 121 habitants.

### Source de la traduction
- (en) Cet article est partiellement ou en totalité issu de l’article de Wikipédia en anglais intitulé « Richland Hills, Texas » (voir la liste des auteurs).